# Anthoni Santoro
Anthoni Santoro (Rio de Janeiro, 20 de dezembro de 1969), é um treinador brasileiro. Atualmente sem clube.

## Carreira
Com passagem pelas categorias de base do Flamengo, Fluminense e Botafogo, Anthoni Santoro obteve resultados expressivos de conquistas no infantil, juvenil e juniores destes clubes. Revelou e projetou grandes atletas para o futebol profissional . Em 2007, logo na sua primeira vez comandando um clube profissional, o Audax Rio, ele conquistou o título do Campeonato Carioca - Série C. Realizou trabalhos relevantes no Botafogo-PB e no Democrata-GV. Chegou ao Alecrim em 10 de novembro de 2014, para comandar o clube no ano do centenário, 2015.

## Títulos
Flamengo
- Campeonato Carioca Sub-12: 2002
- Campeonato Carioca Sub-13: 2004
- Copa da Amizade Brasil-Japão: 2005
- Copa Circuito das Águas: 2006
- Copa Macaé Sub-17: 2006
- Campeonato Carioca Sub-17: 2006

Audax Rio
- Campeonato Carioca - Série C: 2007

Botafogo
- Taça Guilherme Embry: 2012
- Spax Cup: 2013